# Sân vận động Ramat Gan
Sân vận động Ramat Gan (tiếng Hebrew: אצטדיון רמת גן, Itztadion Ramat Gan) là một sân vận động bóng đá ở thành phố Ramat Gan thuộc Quận Tel Aviv, Israel. Đây là sân vận động quốc gia của Israel cho đến năm 2014.